# سورن گیانجومیان
سورن هوهانسی گیانجومیان (ارمنی: Սուրեն Հովհաննեսի Գյանջումյան؛ زادهٔ ۱۹ ژوئن ۱۹۳۹ - درگذشته ۱۴ مهٔ ۲۰۱۹) طراح صحنه، هنرمند رقص باله اهل ارمنستان بود.

## زندگی‌نامه
وی در ۱۹ ژوئن ۱۹۳۹ در ایروان به دنیا آمد  در کالج دولتی موسیقی آرنو باباجانیان و دانشگاه دولتی علوم پرورشی خاچاطور آبوویان ارمنستان فعالیت می‌کند. وی همچنین برنده جوایزی همچون هنرمند مردمی جمهوری ارمنستان، مدال طلای وزارت فرهنگ جمهوری ارمنستان، چهره فرهنگی شایسته ارمنستان شوروی و شهروند افتخاری ایروان شد. وی در ۱۴ مهٔ ۲۰۱۹ در سن ۷۹ سالگی ایروان درگذشت.